# Памятник рыбакам и памятник Николаю Чудотворцу
Памятник рыбакам и Памятник Николаю Чудотворцу — два памятника в Калининграде, образующие единый ансамбль. Памятники расположены на углу улицы Красноярской и набережной Петра Великого (на берегу реки Преголи, рядом с Музеем Мирового океана).
Памятник рыбакам (Пионерам океанического лова) установлен в Калининграде в 1978 году. Монумент представляет собой бетонную конструкцию в виде двух парусов рыбацкой шхуны (по другой версии в виде двух ладоней). На западной стороне стилобата размещена надпись из бронзовых букв: «Пионерам океанического лова». На восточной стене — посвящение «Светлой памяти рыбаков, погибших в море». Эпитафия дополняется парящей бронзовой чайкой — вечным спутником мореплавателей.
Памятник посвящён одновременно пионерам океанического и лова и рыбакам, погибшим в море. Имеет статус памятника истории муниципального значения.
В 2008 году обветшавший памятник был отреставрирован и заново открыт ко дню города 12 сентября.
23 декабря 2009 года перед памятником рыбакам был установлен памятник Николаю Чудотворцу, таким образом оба памятника составляют теперь единый ансамбль. Торжественное открытие реконструированного мемориального комплекса состоялось 8 июля 2010 года.